# Saul Weigopwa
Saul Weigopwa, född den 14 juni 1984, är en nigeriansk friidrottare som tävlar i kortdistanslöpning.
Weigopwa deltog vid Olympiska sommarspelen 2004 där han blev utslagen i semifinalen på 400 meter. Han ingick även i stafettlaget över 4 x 400 meter tillsammans med James Godday, Musa Audu och Enefiok Udo-Obong laget blev bronsmedaljörer efter USA och Australien.
Han deltog även vid Samväldesspelen 2006 där han var i semifinal på 400 meter men tog inte sig vidare till finalen. Han deltog även vid Olympiska sommarspelen 2008 och fick åter se sig utslagen i semifinalen på 400 meter. 

## Personliga rekord
- 200 meter - 22,02
- 400 meter - 45,00